# Miesiąc spotkań autorskich
Miesiąc spotkań autorskich (Měsíc autorského čtení) – największy czeski i środkowoeuropejski festiwal literacki, który od 2000 roku organizuje brneńskie wydawnictwo Větrné mlýny. Festiwal odbywa się w okresie letnich wakacji, codziennie od 1 do 31 lipca. 

## Historia festiwalu
W latach 2000–2004 festiwal odbywał się w teatrze Kabinet múz (dawne HaDivadlo), czytanie poezji przebiegało w Paláci šlechtičen, a odczyty czeskiej beletrystyki w Centrum Teatru Eksperymentalnego – teatrze Husa na provázku, gdzie festiwal odbywa się do dzisiaj.
W  latach 2000–2004 w ramach festiwalu odbywało się trzydzieści jeden wieczorków programowych. Od roku 2005 festiwal sukcesywnie się rozszerzał, a każdego wieczoru organizowano dwa spotkania autorskie: jedno poświęcone pisarzom czeskim, drugie twórcom zagranicznym z kraju, który był gościem honorowym festiwalu w danej edycji. Od czasu, gdy festiwal wzbogacił się o zagranicznych gości, honorowymi uczestnikami spotkań były następujące kraje i miasta: w roku 2005 Słowacja, w roku 2006 autorzy z Berlina, w 2007 Białoruś, w 2008 Kanada. Ważnym wydarzeniem edycji z 2008 roku był także udział pisarza Pavla Kohouta, który w ramach festiwalu celebrował swoje osiemdziesiąte urodziny. W lipcu 2009 Miesiąc Spotkań Autorskich odbył się w rozszerzonej formie, z nową zagraniczną linią pod nazwą Dialog Brno-Stuttgart, przy okazji 20. rocznicy nawiązania partnerskiej współpracy przez oba miasta. Gościem honorowym festiwalu była wówczas Austria. W 2010 roku do Brna na festiwal przyjechali pisarze i pisarki z Francji. W tym samym roku MSA odbył się także po raz pierwszy nie tylko w Brnie, ale także w Ostrawie, gdzie odbywał się w teatrze Stará Aréna. Gościem honorowym w 2011 byli autorzy z Polski, a od tego roku festiwal odbywa się także we Wrocławiu i w Koszycach na Słowacji. W roku 2012 gościem byli pisarze ze Słowenii. W 2013 w wydarzeniu wzięli udział twórcy niemieckojęzyczni (z Niemiec, Austrii, Szwajcarii i Luksemburga). W roku 2014 festiwal gościł autorów ze Szkocji, a w 2015 z Ukrainy. Od tego roku festiwal odbywa się także we Lwowie. Gościem 17. edycji w 2016 była Hiszpania.  
Polska odsłona festiwalu odbywa się we współpracy z Miejską Biblioteką Publiczną we Wrocławiu przy wsparciu Miasta Wrocław.
Udział pisarza/pisarki wygląda w ten sposób, że po krótkim wstępie jednego z organizatorów, pisarz zasiada przed publiką i wita się z publicznością lub od razu zaczyna odczytywać fragmenty swojej twórczości. W przypadku autora zagranicznego na spotkaniu obecny jest także tłumacz, który symultanicznie przekłada rozmowę z autorem. Przełożony tekst literacki wyświetla się na płótnie/ścianie – czeski (polski, ukraiński, słowacki) przekład przesuwa się podczas odczytywania przez pisarza/pisarkę fragmentów w rodzimym języku.    
W ramach festiwalu odbywają się wydarzenia towarzyszące: „Biblioteka MSA” promuje i publikuje nowe, książkowe przekłady autorów biorących udział w festiwalu, powstaje cykl krótkich filmów dokumentalnych („Czytanek”) o pisarzach będących honorowymi gośćmi danej edycji MSA, itp.
W roku 2017 gośćmi honorowymi festiwalu byli pisarze i pisarki z Gruzji, w roku 2018 z Turcji, zaś w roku 2019 honorowym gościem wydarzenia będzie Rumunia.